# Бердянський кабельний завод

Бердянський кабельний завод «Азовкабель» — промислове підприємство в місті Бердянськ Запорозької области.

## Історія

### 1948—1991
Будівництво заводу розпочате в 1948 році відповідно до 4-го п'ятирічного плану відновлення й розвитку народного господарства СРСР, 1951 року завод було введено в експлуатацію й надалі він став одним з провідних підприємств Бердянська.
1956 року, завод «Азовкабель» виступив замовником спорудження комплексу водопостачання для потреб міста й власного виробництва. До комплексу увійшли водосховище на річці Берда площею 35 км² й два 25-кілометрові водогони добовою потужністю 28—30 тис. м³ загальною вартістю більше 5 млн. карбованців (їх будівництво було завершене в 1963 році).
1960 року, в Бердянську було відкрито філію запорізького НДІ трансформаторобудування й високовольтної апаратури (від 1963 року став філією загальносоюзного НДІ кабельної промисловості), який працював у виробничій кооперації із заводом. У підсумку, завод став одним з провідних підприємств кабельної продукції СРСР — саме тут вперше в СРСР була спроєктовано й встановлено напівавтоматичну установку для зварювання мідної стрічки в середовищі аргону. Також, спеціалістами заводу була вдосконалена технологія виготовлення кабелю для залізниці, розроблена серія дослідних конструкцій шлангокабелю, опановано виготовлення непроникних кабелів у пластмасовій оболонці, реконструйована машина для скручування кабелю.
На заводі була впроваджена автоматизована система керування підприємством.
1970 року, завод виготовив продукції на 6 млн карбованців й в 1971 році був нагороджений орденом Леніна.
Станом на початок 1978 року, основною продукцією підприємства були морські, залізничні, польові, силові, контрольні й шлангові кабелі, кабелі дальнього зв'язку, а також освітлювальні проводи й шнури.
1990 року, завод виготовив продукції на 10 млн карбованців, яка на той час поставлялася до 41 країни світу (в тому числі, в усі країни РЕВ).
В жовтні 1990 року Рада Міністрів СРСР затвердила рішення щодо розширення заводу, відповідно до якого до 1993 року передбачалося створення додаткових потужностей з виробництва 15 тис. км кабелю зв'язку для залізниць на рік, але це рішення залишилося нездійсненим.

### Після 1991
Після відновлення незалежності України, в 1992 році філію НДІ кабельної промисловості, яка працювала у виробничій кооперації з заводом було перейменовано на «Український НДІ кабельної промисловості» (УкрНДІКП).
У наступні роки ситуація на підприємстві погіршилася, в першій половині 1990х років завод часто працював за умов неповного робочого дня або неповного робочого тижня. Через нестачу обігових коштів, застосовували бартерні схеми розрахунків.
У березні 1995 року Верховна Рада України віднесла завод до переліку підприємств загальнонаціонального значення, які не підлягали приватизації.
В серпні 1997 року завод було внесено до переліку підприємств, які мають стратегічне значення для економіки й безпеки України.
В квітні 1998 року завод було передано до управління міністерства промислової політики України й надалі — реорганізовано на відкрите акціонерне товариство.
В січні 2000 року Кабінет Міністрів України ухвалив рішення щодо продажу 25 % акцій підприємства з контрольного пакету акцій (50 % + 1 акція), які перебували у державній власності.
У лютому 2002 року розпочалась перебудова заводу, і станом на початок 2005 року, завод входив до переліку найбільших діючих підприємств міста.
У серпні 2005 року Кабінет міністрів України ухвалив рішення щодо продажу підприємства і його акцій, які залишалися у державній власності.
2006 рік завод завершив зі збитками в 1,432 млн гривень, 2007 рік — зі збитком в 1,864 млн гривень, від початку 2008 року прибутки підприємства збільшилися, але фінансова криза, що почалася в 2008 році ускладнила становище на підприємстві, яке закінчило 2008 рік зі збитками в 2,563 млн гривень.
11 листопада 2009 року на вимогу керівництва Пенсійного фонду України в Бердянську через наявність непогашеної заборгованості перед кредиторами на суму близько 1,245 млн гривень було розпочато розгляд судової справи щодо банкрутства заводу. 2009 рік завод завершив зі збитками в розмірі 2,968 млн гривень, 29 вересня 2010 року господарський суд Запорізької області виніс вирок щодо проведення санації підприємства.
У липні 2012 року було розпочате кримінальне провадження стосовно керуючого санацією заводу, внаслідок дій якого, в проміжок від кінця листопада 2010 року до початку березня 2012 року, підприємство втратило майна на суму майже 4,9 млн гривень.

## Додаткова інформація
- Ізолювальниця заводу Ганна Шило-Дойнова 1974 року, стала Героєм Соціалістичної Праці[19].